# 柳树屯稻荷神社
柳树屯稻荷神社是曾存在于日治关东州的神社。该神社建立于1919年（大正8年）6月4日，位于大连湾会王家屯267番地之2。其祭神为宇迦御魂命（即稻荷神）和胡三太爷。该神社是满铁的神馔币帛指定神社，例大祭为5月15日和9月24日。:193
柳树屯稻荷神社有本殿、拜殿、币殿、社务所及附属建筑，面积分别为4.78坪（約15.8平方）、25.05坪（約82.81平方）、3.73坪（約12.33平方）、62.5坪（約206.61平方），氏子有约400人。:193建筑已不存，其原址现为住宅用地。:206